# مارونية سياسية
المارونية السياسية هو مصطلح يستخدم في لبنان ويشير إلى التوجّهات والمواقف والأراء السياسيّة للمسيحيين الموارنة في لبنان، بالإضافة إلى الفترة التي سيطر فيها الموارنة على السّياسة في البلاد.
في 1920، لعب الموارنة دورًا أساسيًا في تأسيس دولة لبنان الكبير عبر الإنتداب الفرنسي، نتيجة للعلاقات التاريخيّة بين الطرفين. في تلك الفترة، شكّل الموارنة أكبر طائفة في البلاد، وعيّنهم الفرنسيون في المناصب الرئيسيّة في الدّولة: رئاسة الجمهورية، رئاسة مجلس الوزراء ورئاسة مجلس النواب. وقد كرّس الميثاق الوطني في 1943 حقهم في رئاسة الجمهورية.
ارتبط الموارنة بالفينيقية والقوميّة اللبنانيّة، وهي أيدلوجيات ترفض الهويّة العربيّة للبنان واللبنانيين، وتعتبر أنّهم منحدرون من الفينيقيين، وهم حضارة قديمة عاشت على ساحل لبنان الحديث.
تعدّ الحرب الأهليّة اللبنانية بداية سقوط المارونية السياسية، حيث حدّ اتّفاق الطائف الذي أنهى الحرب من صلاحيات رئيس الجمهورية الماروني لصالح رئيس الوزراء المسلم السنّي.